# Giuseppe Furino
Giuseppe Furino (ur. 5 lipca 1946 w Palermo) – włoski piłkarz grający na pozycji defensywnego pomocnika.

## Kariera
Po kilku latach gry w Serie C i Serie B w drużynach Savona Calcio i US Palermo, w 1969 roku podpisał kontrakt z Juventusem. Z drużyną "Starej Damy" wygrał wiele trofeów i stał się jednym z najsłynniejszych piłkarzy we Włoszech tamtych lat.
Grając w biało-czarnej koszulce Juventusu zdobył między innymi:
- 8 razy Mistrzostwo Włoch
- 2 razy Puchar Włoch
- 1 raz Puchar UEFA
- 1 raz Puchar zdobywców pucharów

W sumie rozegrał w "Juve" 361 meczów, w 15 sezonach.